# Ribeira (Porto)

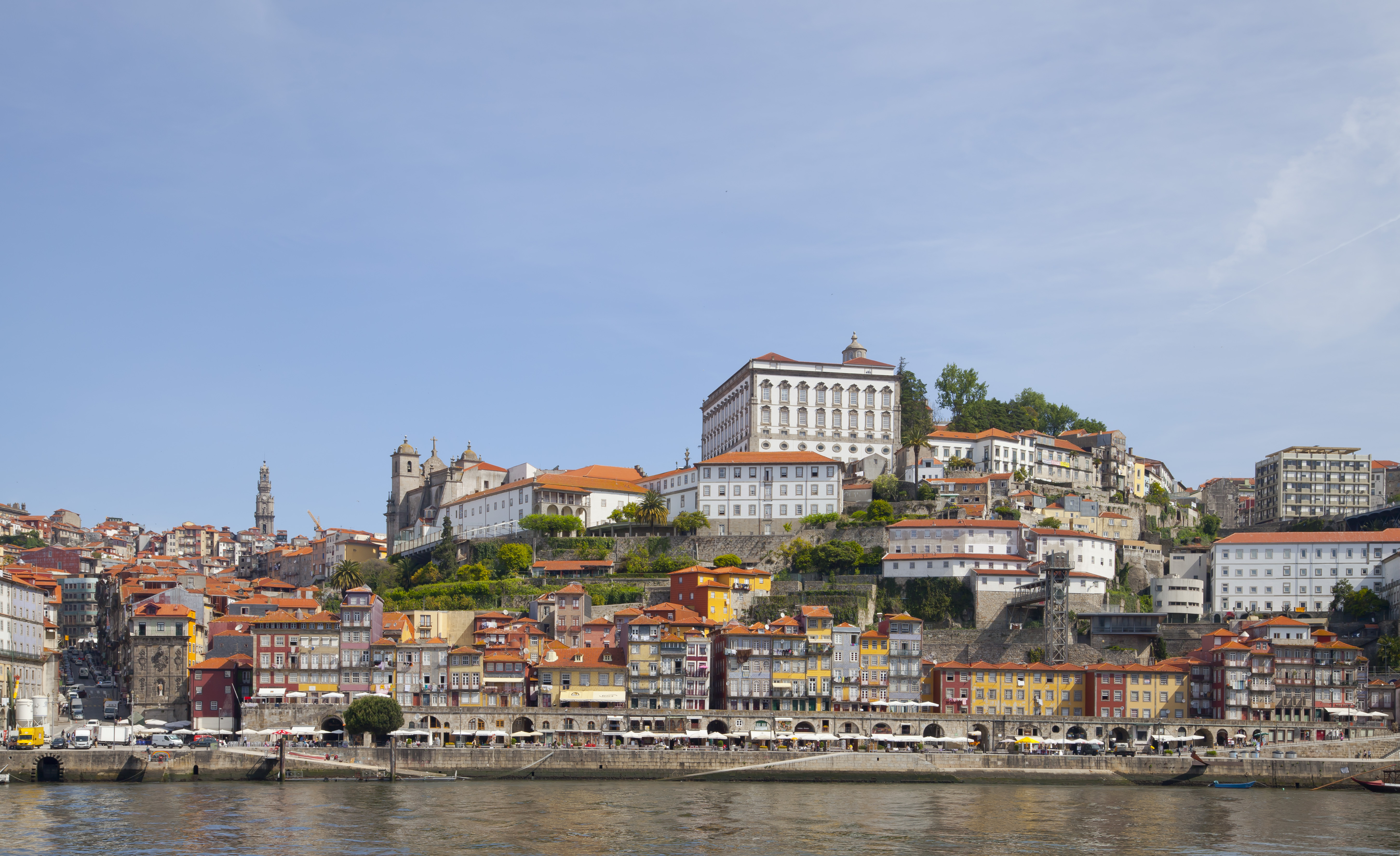
La Ribeira

Ribeira è il quartiere più caratteristico di Porto, terza città del Portogallo per numero di abitanti e secondo porto del paese.
Il quartiere è stato dichiarato dall'UNESCO, patrimonio dell'umanità per le sue caratteristiche che lo rendono unico nel suo genere. Esso è costituito da un dedalo di strade strettissime che si arrampicano sulla collina che strapiomba ripida sulla riva del fiume Douro che poco più avanti sfocia nell'Oceano Atlantico. 
La pavimentazione a ciottoli e le strade in ripida ascesa rendono assai difficile camminare per queste strette ed ombrose strade. Le sue abitazioni dipinte in colori pastello e massimamente di bianco, risalenti a diversi secoli addietro, creano un'atmosfera quasi irreale viste dalla opposta riva del Douro nella città gemella di Vila Nova de Gaia. Sulle rive del fiume sono attraccate le imbarcazioni caratteristiche, barcos rabelos in portoghese, attrezzate per il trasporto del famoso vino Porto. Queste barche, il cui disegno risale a diversi secoli fa, hanno delle botti sulla coperta per il trasporto del vino dalle cantine di produzione ai magazzini situati proprio nella città di Vila Nova de Gaia.

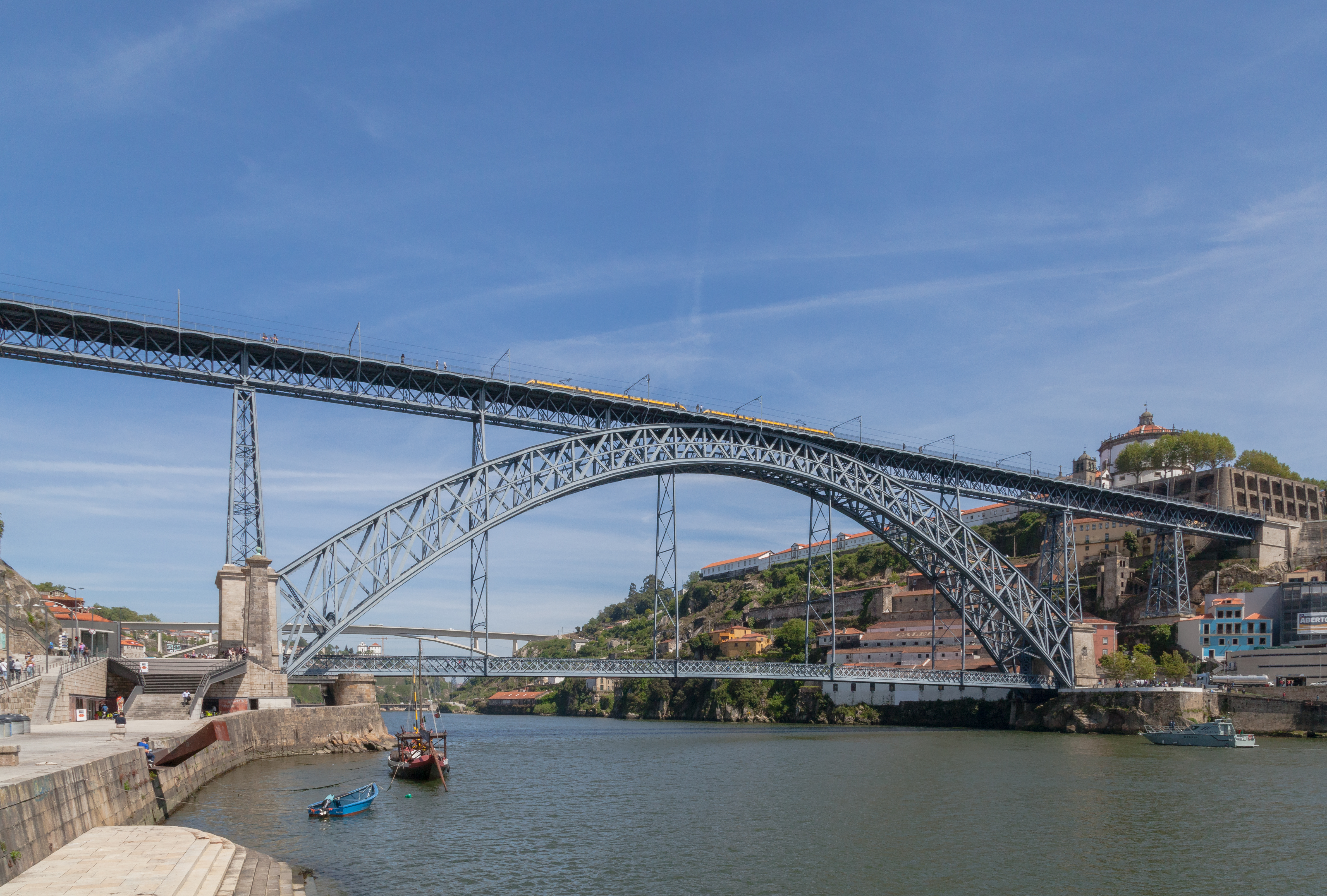
Ponte Dom Luís I

Il fiume Douro viene attraversato dal ponte in ferro a due piani Don Luigi I. La sera il quartiere si anima per il notevole numero di ristoranti e bar che si allineano sul lungofiume e le luci delle case e dei monumenti illuminati creano un'atmosfera da presepe.
In questo quartiere sembra che, nel 1394, sia nato Enrico il Navigatore, figlio del Re Giovanni I e di Filippa di Lancaster.